# Œillet du granite
Dianthus graniticus
Pour les articles homonymes, voir Œillet et Granite.
Espèce
Classification phylogénétique
L'Œillet du granite (Dianthus graniticus) est une espèce de plante herbacée vivace, de la famille des Caryophyllaceae. C'est un œillet endémique du Massif central.

## Description

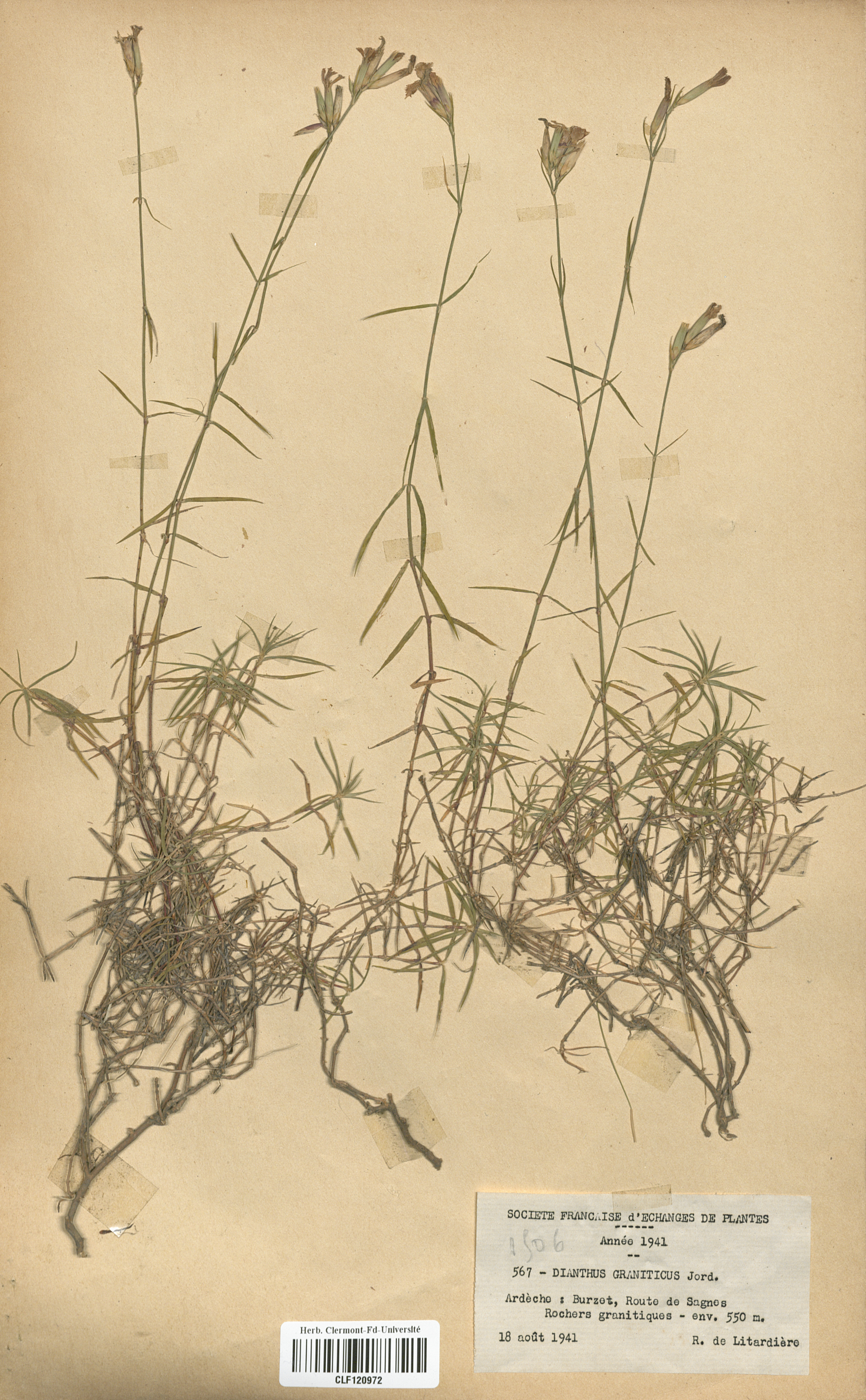
Spécimen collecté à Burzet en 1941 par René Verriet de Litardière.

L'Œillet du granite est une plante vivace, glabre, gazonnante à tige grêle de 10 à 40 cm. Les feuilles sont linéaires, glabres et lisses. Les fleurs sont rouges, assez grandes et groupées de 1 à 5 au sommet des tiges.

## Écologie
La plante est endémique du Massif central et pousse sur substrat granitique en position chaude, en particulier dans les Cévennes et le Vivarais où elle peut atteindre des altitudes élevées (1 500 m sur le versant sud du mont Aigoual). Ailleurs dans le Massif central, elle est beaucoup plus rare et cantonnée à des altitudes basses, en position chaude, dans certaines gorges granitiques (vallées de la Truyère et du Haut-Allier, notamment).